# 瑞穂町コミュニティバス
瑞穂町コミュニティバス（みずほまちコミュニティバス）は、東京都西多摩郡瑞穂町が運行するコミュニティバス。
2021年（令和3年）10月1日に運行が開始され、立川バス福生営業所に運行を委託している。従来まで運賃無料で運行してきた「瑞穂町福祉バス」を有償の乗合バスへ移行したものである。

## 概要
瑞穂町内の公共交通機関はJR八高線箱根ケ崎駅を中心に路線バスが運行されているが、その路線バスは立川バスが立川駅および福生駅・昭島駅方面へ3路線、西武バスが埼玉県入間市方面へ3路線、都営バスが青梅駅および東大和市駅方面へ1路線運行している。しかしいずれも青梅街道を中心に町内を東西に結ぶ路線で、町内北部の埼玉県との都県境周辺や元狭山地区、長岡長谷部地区は路線バスそのものが存在せず、金子駅付近を西武バスが運行しているものの本数は極めて少ないため、周辺住民は箱根ケ崎駅方面へ向かう際には自家用車などを利用せざるを得ない状況が続いていた。こうした「交通不便地域」を解消するために、瑞穂町は2010年（平成22年）3月から「瑞穂町福祉バス」の運行を開始し、運行事業を武州交通興業瑞穂営業所へ委託していた。この「瑞穂町福祉バス」は運賃が無料である一方で利用対象者を高齢者・障害者などに限定し、事前に登録した利用者のみが乗車可能な福祉目的のコミュニティバスとしていた。しかし、この利用形態は周辺住民を中心に誰でも利用できる「町民バス」としての運行を求める要望が高まり、2019年（令和元年）には町民バスの運行を求める3343筆の署名が町へ提出された。
これを受けて瑞穂町は地域公共交通会議を設置して検討を重ね、その結果、福祉バスの運行費用に充てている防衛省の再編交付金補助金などが終了したことを受けてコミュニティバスの実証実験運行を決定した。コミュニティバスは従来からの一般路線バスが存在しない地域を運行しつつも、通勤・通学に配慮して早朝および夜間は本数を増やし、鉄道との乗り継ぎを考慮した運用とした。運行経路についても、従来の瑞穂町福祉バス6ルートを「5ルート」に再編した上で、2021年（令和3年）10月1日より乗合バス方式による有償運行の「瑞穂町コミュニティバス」へ移行したのである。移行に伴い、運行事業者も武州交通興業から立川バス福生営業所へ変更された。
当初は町内にあるショッピングモール「ザ・モールみずほ16」への乗り入れ計画も存在したが、同店が2022年（令和4年）2月28日の閉店を控えており、施設側の合意の許可が得られなかったため、最寄りとして「松山町西」停留所が設置された。
2023年（令和5年）4月1日に全路線を対象としたダイヤ改正が実施され、利用形態に合わせた経路変更が実施された。

## 沿革
- 2010年（平成22年）3月30日 - 瑞穂町福祉バスが「かわせみ号（東コース）」「ひばり号（西コース）」の2コースで運行開始[7][13]。
- 2011年（平成23年）4月1日 - 「すずめ号」を運行開始。
- 2021年（令和3年）
  - 9月30日 - 有償運行（乗合バス）の「瑞穂町コミュニティバス」への移行に伴い、同日をもって瑞穂町福祉バスの運行を終了する[5]。同日は箱根ケ崎駅西口広場にて運行セレモニーを開催[5][6]。
  - 10月1日 - 瑞穂町コミュニティバスが5ルートで実証実験運行を開始[2][4]。運行委託先を立川バス福生営業所へ変更する[3][6]。同日から10月17日まで体験乗車期間として無料運行とした[3][6]。
- 2023年（令和5年）4月1日 - 全ルートで路線再編およびダイヤ改正を実施。
- 2024年（令和6年）10月1日 - 実証実験終了によるダイヤ改正を実施。箱根ヶ崎・長岡コースと武蔵野コースを廃止し、残る3ルートで経路変更とダイヤ改正を実施。

## 運行内容
- 土曜・休日を含む毎日運行だが、平日と土休日のダイヤは異なる。年末年始は運休となる[2]。
- バス停留所には目印として、瑞穂町公式キャラクター「みずほまる[14]」が描かれている。
- 一般路線バス（立川バス、西武バス）および入間市内循環バス「てぃーろーど」と並走する箇所ではバス停留所を共用している。

### 運賃
運賃は全線均一で大人180円（IC運賃178円）、小児90円（IC運賃89円）、未就学児は無料となる。町内の一般路線バス（乗車整理券式後払い）と異なり、運賃は前払いで乗車時に支払う。支払いには現金のほか、PASMO・Suicaなど交通系ICカードが利用可能だが東京都シルバーパスは利用できない。
障害者割引があり、各種障害者手帳（身体障害者手帳、療育手帳、精神障害者保健福祉手帳）提示により運賃半額となる。障害者手帳アプリ「ミライロID」も利用可能。障害者手帳の旅客運賃減額欄が「第一種」の場合に限り、介助者の運賃も半額となる。
乗り継ぎ割引を実施しており、1乗車につき1回、箱根ケ崎駅（東口・西口）で他のコースに乗り継ぎが可能である。

### 乗車券類
専用の回数券が1800円（180円券11回分）で発売されているほか、専用定期券（1ヶ月・3ヶ月）もあり、通勤・通学定期がそれぞれ発売されている。これらは瑞穂町役場都市計画課で発売しているが、回数券は車内でも購入が可能である。ただし定期券の購入には事前に電話予約が必要となる。販売時間は瑞穂町役場の開庁時間（正午から13時を除く）で、土曜・休日の販売はない。時間外の購入希望については要相談としている。

## 現行路線

### 石畑・殿ケ谷コース
- 箱根ケ崎駅東口 → 瑞穂町役場 → ふれあいセンター → 瑞穂第一小学校 → 阿豆佐味通り北 → ジョイフル本田 → 菜の花クリニック → 阿豆佐味通り南 → 阿豆佐味通り北 → 瑞穂第一小学校 → 箱根ケ崎駅東口
- 箱根ケ崎駅東口 → 瑞穂町役場 → ふれあいセンター → 瑞穂第一小学校 → 阿豆佐味通り北 → ジョイフル本田 → 菜の花クリニック → 阿豆佐味通り南 → 阿豆佐味通り北 → 瑞穂第一小学校 → 瑞穂町役場 → ふれあいセンター → 箱根ケ崎駅東口（土曜・休日運休）
- 箱根ケ崎駅東口 → 瑞穂町役場 → ふれあいセンター → 箱根ケ崎駅東口（記載停留所のみ停車、土曜・休日運休）

箱根ケ崎駅から青梅街道を武蔵村山市との市境まで東進してから南下し、ジョイフル本田瑞穂店周辺を循環運行するコースである。2024年10月1日のダイヤ改正までは瑞穂町役場 - ふれあいセンター間を往路と復路で1往復ずつ経由しており、1回の運行で瑞穂町役場には4回、ふれあいセンターは2回停車していた。
2023年（令和5年）4月1日のダイヤ改正で全便がジョイフル本田を経由するよう経路変更が実施されてふれあいセンター発着が廃止されたが、2024年（令和6年）10月1日のダイヤ改正で実証実験運行の終了と共に一部停留所の廃止、ふれあいセンター発着便が復活すると同時に夕方以降の3便を除いて復路で瑞穂町役場を経由しないように変更され、所要時間が短縮された。土曜・休日は全便が復路で瑞穂町役場を経由しない。なお、瑞穂第一小学校から箱根ケ崎駅へは無停車となり、一般路線が停まる「瑞穂町役場入口」「箱根ヶ崎」は通過する。
ふれあいセンター付近に狭隘道路が存在するため、小型車の運行に限定される。

### 元狭山コース
- 箱根ケ崎駅東口 → 瑞穂町役場 → 駒形富士山 → 狭山丘陵西 → 駒形町 → 瑞穂二本木 → 二本木公園北 → 栗原新田 → 松山町西 → 松山町入口 → 瑞穂二本木 → 駒形町 → 狭山丘陵西 → 駒形富士山 → 瑞穂町役場 → 箱根ケ崎駅東口
- 箱根ケ崎駅東口 → 狭山丘陵西 → 駒形町 → 瑞穂二本木 → 二本木公園北 → 栗原新田 → 松山町西 → 松山町入口 → 瑞穂二本木 → 駒形町 → 狭山丘陵西 → 箱根ケ崎駅東口
- 箱根ケ崎駅東口 → 狭山丘陵西 → 駒形町 → 瑞穂二本木 → 二本木公園北 → 栗原新田 → 松山町西
- 松山町入口 → 瑞穂二本木 → 駒形町 → 狭山丘陵西 → 箱根ケ崎駅東口

東京環状の南側から高根通りを北上し、埼玉県入間市内を僅かに経由してから元狭山・長岡コースの栗原新田付近まで並走する遠回り経路で、瑞穂町コミュニティバスでは最も利用者が多いコースである。松山町入口始発と松山町西終着は早朝・夜間に運行される出入庫便である。土曜・休日も含めて日中時間帯は瑞穂町役場経由で運行され、2024年（令和6年）10月1日のダイヤ改正で箱根ヶ崎駅東口への乗り入れが終了した元狭山・長岡コースの代替として駒形富士山経由へ経路変更された。
瑞穂町の郷土資料館「耕心館（けやき館）」は当路線で「駒形富士山」が最寄りである。

### 元狭山・長岡コース
- 箱根ケ崎駅西口 → オリンピック → 岩蔵街道入口 → 松山町西 → みずほ園入口 → 長岡長谷部 → 岩蔵街道入口 → オリンピック → 箱根ヶ崎駅西口
- 箱根ケ崎駅西口 → 岩蔵街道入口 → 松山町西 → みずほ園入口 → 長岡長谷部 → 岩蔵街道入口 → 箱根ヶ崎駅西口
- 箱根ケ崎駅西口 → 岩蔵街道入口 → 長岡長谷部 → みずほ園入口 → 松山町西 → 岩蔵街道入口 → 箱根ヶ崎駅西口

箱根ヶ崎駅西口から利用者の多い松山町西付近を循環運行するコースで、2024年（令和6年）10月1日のダイヤ改正で箱根ヶ崎駅東口への乗り入れを取り止めた。同年8月にザ・モールみずほ16跡地に開業した「ロジポート多摩瑞穂」への通勤輸送も担っている。早朝にオリンピック瑞穂店を経由しない松山町西先回りが運行されたのち、日中時間帯はオリンピック経由で運行される。夕方以降は長岡長谷部先回りが数便運行され、停留所位置の関係から栗原新田には停車できなくなったために全便が循環運行となることから、従来まで設定されていた区間便が廃止された。

## 過去の路線

### 2023年（令和5年）3月31日まで運行された経路
石畑・殿ケ谷コース
- 箱根ケ崎駅東口 - 瑞穂町役場 - ふれあいセンター（土曜・休日運休）
- 箱根ケ崎駅東口 → 瑞穂町役場 → ふれあいセンター → 瑞穂町役場 → 瑞穂第一小学校 → 下砂橋 → 菜の花クリニック → ジョイフル本田 → 下砂橋 → 瑞穂第一小学校 → 瑞穂町役場 → ふれあいセンター → 瑞穂町役場 → 箱根ケ崎駅東口（土曜・休日運休）
- 箱根ケ崎駅東口 → 瑞穂町役場 → ふれあいセンター → 瑞穂町役場 → 瑞穂第一小学校 → 下砂橋 → 菜の花クリニック → 阿豆佐味通り南 → 下砂橋 → 瑞穂第一小学校 → 瑞穂町役場 → ふれあいセンター → 瑞穂町役場 → 箱根ケ崎駅東口（平日運休）

平日早朝および最終便は箱根ケ崎駅 - ふれあいセンター間の往復運行、平日のそれ以外の時間帯はジョイフル本田経由、土曜・休日は全便が阿豆佐味通り南経由での運行となっていたが、2023年4月1日からは全便がジョイフル本田経由で運行され、ふれあいセンター折り返しとジョイフル本田非経由便は廃止された。その後、2024年10月1日のダイヤ改正でふれあいセンター発着が復活したが、以前とは異なり復路は瑞穂町役場を経由しない。
元狭山コース
- 箱根ケ崎駅東口 → 狭山丘陵西 → 駒形町 → 松山町西 → 飯能街道 → 栗原新田 → 二本木公園北 → 駒形町 → 狭山丘陵西 → 箱根ケ崎駅東口
- 箱根ケ崎駅東口 → 瑞穂町役場 → 狭山丘陵西 → 駒形町 → 松山町西 → 飯能街道 → 栗原新田 → 二本木公園北 → 駒形町 → 狭山丘陵西 → 瑞穂町役場 → 箱根ケ崎駅東口
- 箱根ケ崎駅東口 → 狭山丘陵西 → 駒形町 → 松山町西 → 飯能街道 → 栗原新田 → 二本木公園北
- 松山町西 → 飯能街道 → 栗原新田 → 二本木公園北 → 駒形町 → 狭山丘陵西 → 箱根ケ崎駅東口

松山町西付近の循環経路は現行と異なり時計回りだった。福生営業所との出入庫を国道16号経由で行うため運用の効率化によって反時計回りに変更され、入庫は栗原新田経由で松山町西まで、出庫は松山町入口から瑞穂二本木経由で運行されている。
元狭山・長岡コース
- 箱根ケ崎駅西口 - 岩蔵街道入口 - 長岡長谷部 - みずほ園入口 - 飯能街道 - 松山町西 - 駒形富士山 - 瑞穂町役場 - 箱根ケ崎駅東口
- 箱根ケ崎駅西口 - 岩蔵街道入口 - 長岡長谷部 - みずほ園入口 - 飯能街道 - 松山町西 - 駒形富士山 - 大橋場 - 箱根ケ崎駅東口
- 箱根ケ崎駅西口 - 岩蔵街道入口 - 長岡長谷部 - みずほ園入口 - 飯能街道 - 松山町西

松山町西付近の経路を元狭山コースへ一本化し、往復とも松山町入口経由へ変更された。同時に箱根ケ崎駅西口 - 岩蔵街道入口間に「オリンピック」停留所が新設され、瑞穂町役場経由便は全てオリンピック経由へ変更された。
武蔵野コース
- 箱根ケ崎駅西口 → 滑走路下 → 瑞穂四小入口 → 南平西 → 33号棟前 → 南平ひばり公園東 → 瑞穂四小入口 → 滑走路下 → 箱根ケ崎駅西口

箱根ケ崎・長岡コースと統廃合され、滑走路下付近は復路のみ経由、往路は東松原付近でほぼ同一経路となった。同時に一部の停留所が増設された。
箱根ケ崎・長岡コース
- 箱根ケ崎駅西口 → 東松原 → 瑞穂四小入口 → 西松原 → 東善院南 → 長岡三丁目 → 長岡南会館 → 東善院南 → 西松原 → 瑞穂四小入口 → 東松原 → 箱根ケ崎駅西口

武蔵野コースと統廃合され、東善院南停留所は廃止、復路は瑞穂四小入口経由から現行のさくら公園西経由の短絡経路へ変更された。

### 2024年9月30日まで運行された経路
石畑・殿ケ谷コース
- 箱根ケ崎駅東口 → 瑞穂町役場 → ふれあいセンター → 瑞穂第一小学校 → 下砂橋 → ジョイフル本田 → 武蔵 → 菜の花クリニック → 下砂橋 → 瑞穂第一小学校 → 瑞穂町役場 → ふれあいセンター → 箱根ケ崎駅東口

瑞穂町役場・ふれあいセンターに立ち寄ってからジョイフル本田方面へ向かう経路で、下砂橋までは往復とも同一経路で運行していた。2024年（令和6年）10月1日のダイヤ改正で所要時間の短縮が図られ、早朝に2便が運行されるふれあいセンター発着と夕方以降の3便を除き、復路で瑞穂町役場・ふれあいセンターを経由しない。また下砂橋・武蔵などの一部停留所は廃止された。
元狭山コース
- 箱根ケ崎駅東口 → 瑞穂町役場 → 狭山丘陵西 → 駒形町 → 瑞穂二本木 → 二本木公園北 → 栗原新田 → 飯能街道 → 松山町西 → 松山町入口 → 瑞穂二本木 → 駒形町 → 狭山丘陵西 → 瑞穂町役場 → 箱根ケ崎駅東口

元狭山・長岡コースが箱根ヶ崎駅東口への乗り入れを廃止したため、代替として日中時間帯のみ駒形富士山経由へ経路変更が実施された。
元狭山・長岡コース
- 箱根ケ崎駅西口 - オリンピック - 岩蔵街道入口 - 長岡長谷部 - みずほ園入口 - 栗原新田 - 二本木公園北 - 松山町入口 - 駒形富士山 - 瑞穂町役場 - 箱根ケ崎駅東口
- 箱根ケ崎駅西口 - 岩蔵街道入口 - 長岡長谷部 - みずほ園入口 - 栗原新田 - 二本木公園北 - 松山町入口 - 駒形富士山 - 大橋場 - 箱根ケ崎駅東口
- 箱根ケ崎駅西口 - 岩蔵街道入口 - 長岡長谷部 - みずほ園入口 - 栗原新田 - 二本木公園北 - 松山町入口
- 栗原新田 → 二本木公園北 → 松山町入口 → 駒形富士山 → 大橋場 → 箱根ケ崎駅東口

箱根ヶ崎駅の東口と西口を結ぶ路線だが、2024年（令和6年）10月1日のダイヤ改正で利用者が多い箱根ヶ崎駅西口 - 竜泉寺間に分断させ、東口側を元狭山コースへ集約させた。区間便は早朝と夜間の松山町入口方向が運行されていたが、東口への乗り入れの終了と共に廃止された。
武蔵野コース
- 箱根ケ崎駅西口 → 東松原北 → さくら公園西 → 東松原 → 第四小学校北 → 南平西 → 26号棟前 → 33号棟前 → むさしの公園 → フレッシュランド西多摩 → 瑞穂四小入口 → 滑走路下 → 箱根ケ崎駅西口
- 箱根ケ崎駅西口 → オリンピック → 瑞穂町役場 → 箱根ケ崎駅西口（土曜・休日運休、記載停留所のみ停車）

箱根ケ崎駅から南部の瑞穂都営住宅方面へ向かう路線で、南平西から先は8の字形の循環経路が採用されている。東松原北 - フレッシュランド西多摩間に狭隘道路が多数存在するため、小型車の限定運用である。本数が極めて少なく最終便は15時台に設定されており、フレッシュランド西多摩では西東京バスが運行受託している羽村市コミュニティバス「はむらん」と同一の場所に停車するが、乗り継ぎを考慮したダイヤとはなっておらず、乗り継ぎ対応なども行われていなかった。瑞穂町役場行きは平日の朝に1便が運行されるが途中停留所は記載されている停留所のみで、経路上では大橋場停留所も停車可能だが開業当初から通過している。2024年（令和6年）10月1日のダイヤ改正で実証実験終了と共に廃止され、他路線と共用の停留所以外は全て撤去された。
箱根ケ崎・長岡コース
- 箱根ケ崎駅西口 → 東松原 → 第四小学校北 → 西松原 → 下師岡公園 → 長岡四丁目 → 長岡南会館 → さくら公園西 → オリンピック東 → 箱根ケ崎駅西口

青梅街道南側の長岡地区を循環運行する路線で、第四小学校北までで東松原北を経由しない点以外は武蔵野コースと同一である。長岡地区では一般路線の羽17（羽村駅東口 - 長岡循環）が毎時運行されるため羽村駅との連絡が強く、2024年（令和6年）10月1日のダイヤ改正で実証実験終了と共に廃止され、他路線と共用の停留所以外は全て撤去された。

## 車両
専用車として銀色の小型車と、立川バス標準色の中型車を使用する。石畑・殿ケ谷コースは狭隘道路が存在することから小型車で運行し、元狭山コースと元狭山・長岡コースは小型車と中型車を併用する。
小型車はかつて武州交通興業が運行を担っていた瑞穂町福祉バスの専用車「ひばり号・かわせみ号」を立川バスへ移籍させたもので、地色の銀色はそのままに車体に描かれていたイラストが剥離され、瑞穂町公式キャラクター「みずほまる」に変更された。コミュニティバスへの移行時に1台が増備された。武州交通興業からの移籍車と立川バス増備車では車内の座席配置や降車ボタンのチャイムの音が異なる。

### 現行車両
- 小型車 - 日野・ポンチョ（2代目ショートボディ）3台
  - 元「ひばり号」の車両（八王子200あ269）[7]→F53号車
  - 元「かわせみ号」の車両（八王子200あ268）[7]→F52号車
  - 増備車（八王子200あ475）→F54号車
- 中型車 - いすゞ・エルガミオ（F391号車）
  - 導入当初は立川バスの一般路線車として拝島営業所に所属していたが、瑞穂町コミュニティバスの運行開始時に転用された。